# HDBaseT
HDBaseT, apoyada por la Alianza HDBaseT, es una tecnología de conectividad de electrónica de consumo (EC) para la transmisión a larga distancia de vídeo sin comprimir de alta definición, audio, Ethernet 100BaseT, alta potencia sobre cable y diferentes controles, a través de un cable LAN de 100 metros Cat5e/Cat6; un cable comúnmente conocido para conexiones de teléfono e Internet. Representa una alternativa de redes domésticas digitales a normas como HDMI, radiofrecuencia (RF), cable coaxial, video compuesto, S-Video, SCART, video por componentes, D-Terminal, o VGA, presentando un conjunto de características anteriormente no disponibles en la industria de EC. HDBaseT conecta con la red de dispositivos de EC, tales como set-top boxes, reproductores de DVD, reproductores de Blu-ray, computadoras personales (PC), videoconsolas y receptores de AV a dispositivos de audio digital, monitores de computadora, y televisiones digitales compatibles. HDBaseT soporta todos los formatos de televisión y de video en PC, incluyendo estándar, mejorado, de alta definición, y video 3D. La Alianza HDBaseT, constituida el 14 de junio de 2010 por Samsung Electronics, Sony Pictures Entertainment, LG Electronics y Valens Semiconductor, fue desarrollada para promover la tecnología HDBaseT. La especificación HDBaseT 1.0 fue terminada el 29 de junio de 2010. Productos integrados con tecnología HDBaseT se espera que estén disponibles a finales de 2010, principios de 2011. Accesorios externos, tales como mochilas, ya están disponibles en el mercado con la capacidad de conectar a la red a los dispositivos aún no integrados con la tecnología HDBaseT.